# Hohn (kommune)
Hohn er en kommune og en by i det nordlige Tyskland, beliggende i Amt Hohner Harde i den vestlige del af Kreis Rendsborg-Egernførde. Kreis Rendsborg-Egernførde ligger i den centrale del af delstaten Slesvig-Holsten.

## Geografi
Hohn ligger mellem floderne Sorgen og Ejderen omkring 10 km vest for Rendsborg ved Bundesstraße 202 i retning mod Ejdersted, ved Hohner See. Højeste punkt i kommunen er det mod øst beliggende Eichberg der er 26 moh.